# Žilavcova kapela, Vadarci
Žilavcova kapela je majhna zasebna kapela na hribu pri »Žilavcovi« domačiji v Vadarcih (Občina Puconci).

## Opis
Nastanek te kapele sega v leto 1905, ko so najprej postavili zidan zvonik in vanj namestili zvon. Tako so leta 1924 vaščani spet kupili nov zvon. Za zaščito zvonarja pred dežjem in neurjem so leta 1970 prizidali zvoniku majhen prizidek, v katerega so namestili ostanek oltarja iz župnijske cerkve na Pertoči. Po 56-ih letih je zvon počil in vaščani so spet namestili novega, ki sta ga 26. oktobra 1980 blagoslovila evangeličanski duhovnik Jošar Ludvik iz Bodonec in katoliški duhovnik Recek Štefan iz Grada. Zvon vsak dan vabi k molitvi Angelovega češčenja ter spremlja rajne na zadnji poti. Na veliko soboto je ob tej kapelici blagoslov velikonočnih jedil.
V mesecu juliju je navadno pri tej kapeli sveta maša in takrat je ponavadi v vasi malo proščenje.